# Mniaceae
Famille
La famille des Mniaceae (les Mniacées) regroupe des mousses de l'ordre des Bryales.

## Liste des genres
Selon Catalogue of Life (9 juin 2013) :
- genre Cinclidium Sw. (à ne pas confondre avec le genre d'oiseaux passereaux Cinclidium Blyth, 1842)
- genre Cyrtomnium
- genre Leucolepis
- genre Mnium
- genre Orthomnion
- genre Plagiomnium
- genre Pseudobryum
- genre Rhizomnium
- genre Trachycystis

Selon ITIS (17 février 2016) :
- genre Cinclidium Sw. in Schrad.
- genre Cyrtomnium Holmen
- genre Leucolepis Lindb.
- genre Mnium Hedw.
- genre Plagiomnium T. Kop.
- genre Pseudobryum (Kindb.) T. Kop.
- genre Rhizomnium (Broth.) T. Kop.
- genre Trachycystis Lindb.

Selon NCBI (9 juin 2013) :
- genre Cinclidium
- genre Cyrtomnium
- genre Epipterygium
- genre Haplodontium
- genre Leucolepis
- genre Mielichhoferia
- genre Mnium
- genre Orthomnion
- genre Plagiomnium
- genre Pohlia (à ne pas confondre avec un genre éteint de foraminifères Pohlia Conil & Lys, 1977 †[4] et parfois aussi avec le genre de batraciens Lithobates, syn. de Pohlia Steindachner, 1867).
- genre Pseudobryum
- genre Rhizomnium
- genre Schizymenium
- genre Trachycystis

Selon Tropicos (9 juin 2013) (Attention liste brute contenant possiblement des synonymes) :
- genre Cinclidium Sw.
- genre Cyrtomnium Holmen
- genre Flagellomnium Lazarenko
- genre Leucolepis S.O. Lindberg
- genre Mnium Hedw.
- genre Orthomnion Wilson
- genre Orthomniopsis Broth.
- genre Orthomnopsis Broth.
- genre Plagiomnium T.J. Kop.
- genre Polla (Brid.) Loeske (? confusion avec Pohlia)
- genre Pseudobryum (Kindb.) T.J. Kop.
- genre Rhizomnium (Mitt. ex Broth.) T.J. Kop.
- genre Stellariomnium M.C. Bowers
- genre Trachycystis S.O. Lindberg